# Andrea Lilio

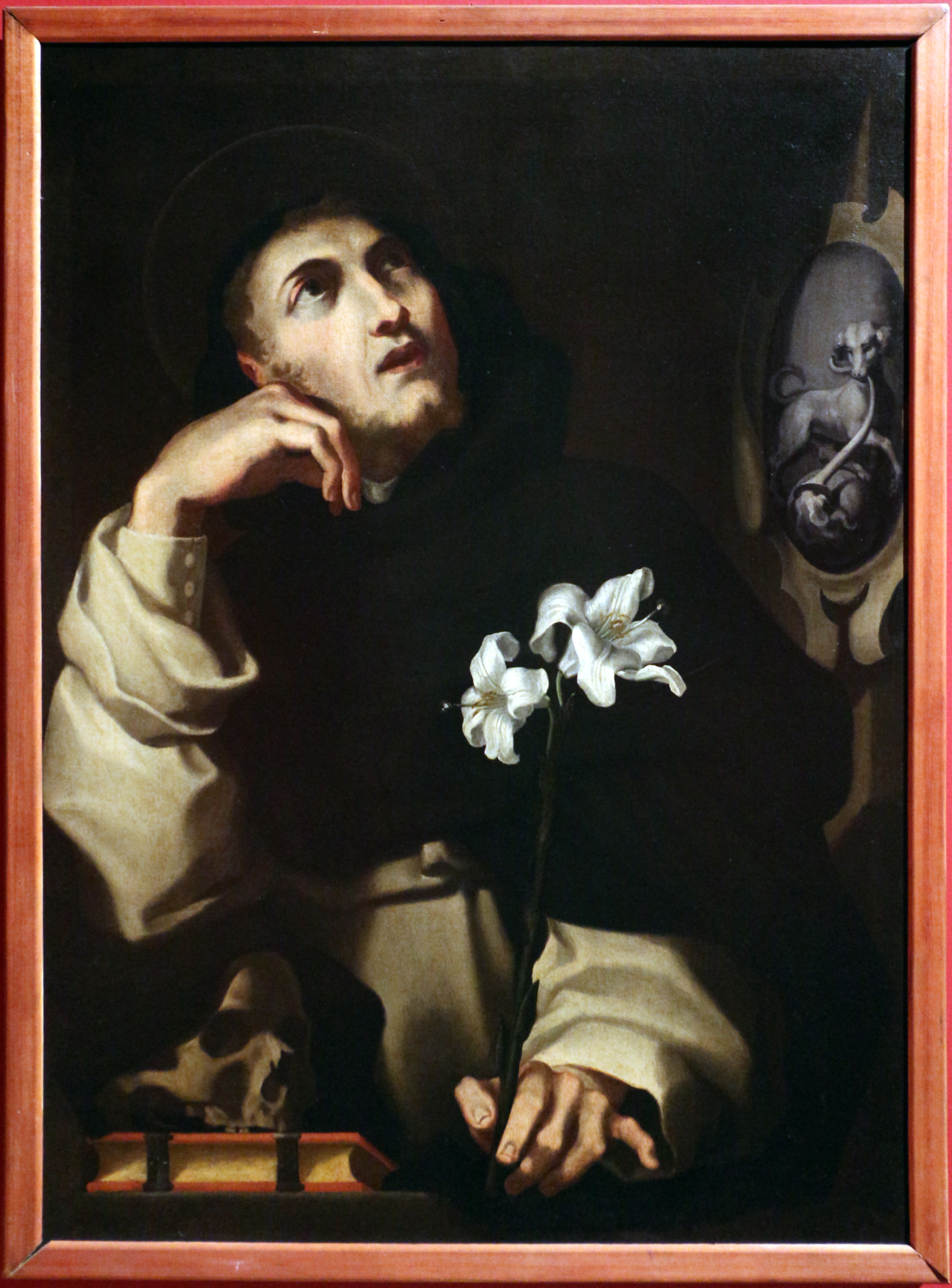
De heilige Dominicus, ca. 1600-1605, Fondazione Cavallini Sgarbi

Andrea Lilio, ook bekend als Andrea Lilli (Ancona, 1555 – Ascoli Piceno, 1631) was een Italiaanse kunstschilder en tekenaar, actief in Ancona en in de late jaren 1580 en de jaren 1590 in Rome. De laatste jaren van zijn leven bracht hij door in de Marche. Hij wordt beschouwd als een van de grootste schilders van het late Romeinse maniërisme.

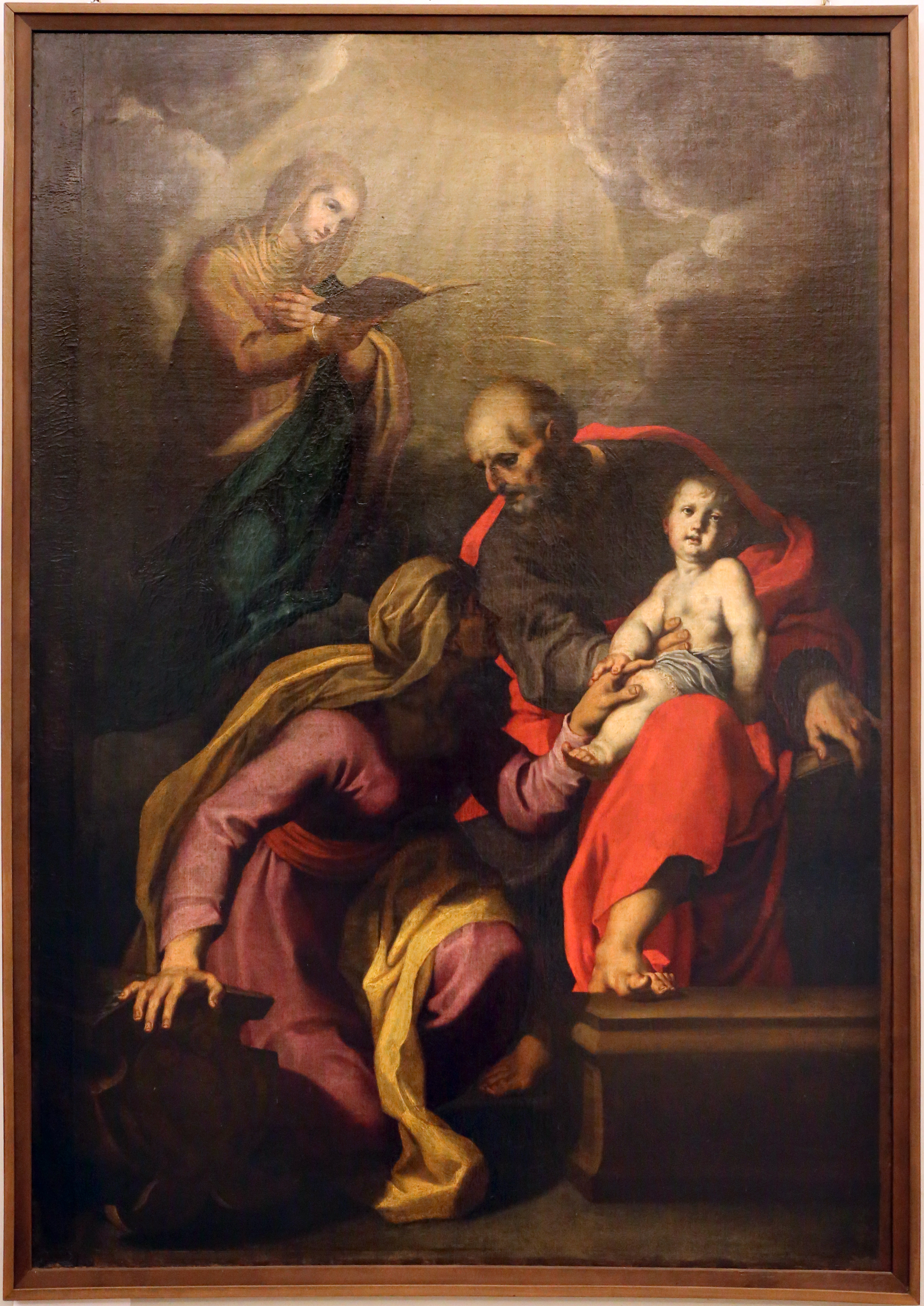
De geboorte van Maria, Pinacoteca Diocesana, Senigallia

## Biografie
De geboortedatum van deze schilder is niet exact bekend. Hij was een zoon van Vincenzo die in het Capodimonte district van Ancona woonde en waarschijnlijk tot de middenklasse van ambachtslieden en kleine handelaars hoorde. Ook de geboorteplaats van Andrea is niet exact bekend uit documenten, maar hij signeerde als Andrea Lilli van Ancona. Zijn geboortedatum wordt geplaatst tussen 1560 en 1565 op basis van de stilistische evolutie van zijn stijl en die van zijn tijdgenoten Ferraù Fenzoni en Francesco Vanni, respectievelijk geboren in 1562 en 1563, die samenwerkten met Lilio vanaf het pontificaat van Sixtus V.

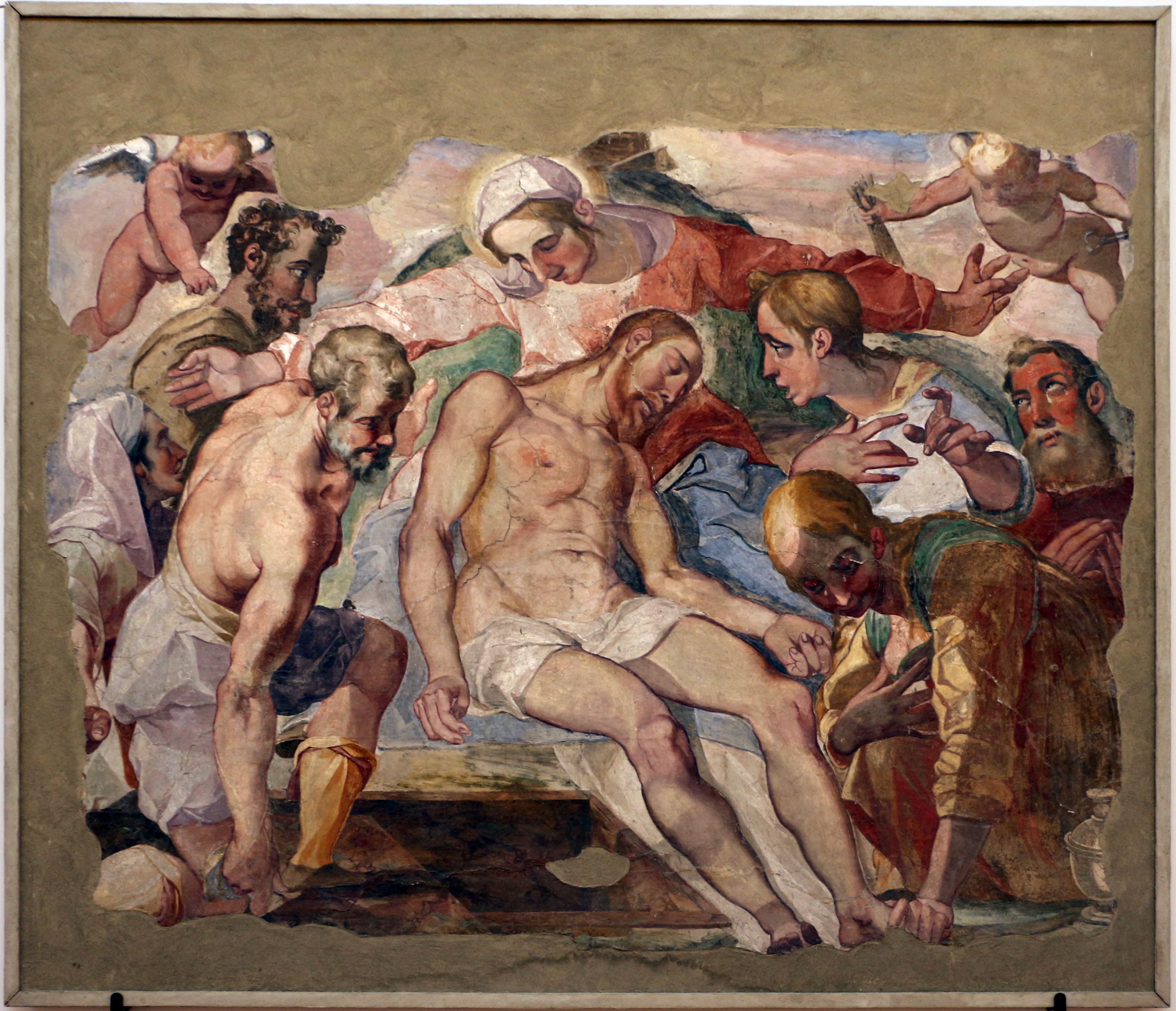
De graflegging, Museo nazionale di San Martino, Napels

Uit documenten blijkt dat hij drie broers en minstens één zus had. Over zijn opleiding voor hij naar Rome verhuisde is niets met zekerheid geweten, maar in zijn vroege werk is wel de invloed van Lorenzo Lotto en Pellegrino Tibaldi te herkennen en tussen 1576 en 1578 werkte hij op de werf in Loreto waar hij het werk van Girolamo Muziano en Cesare Nebbia kon bestuderen. Er zijn ook vermoedens dat hij voor zijn reis naar Rome een tijd in Toscane verbleef, door expliciete verwijzingen in zijn werk naar het maniërisme van Rosso Fiorentino, van Jacopo da Pontormo en Domenico Beccafumi. Maar hij leerde de Florentijnse stijl misschien kennen door zijn contacten met Andrea Boscoli tussen 1602 en 1603, toen hij met hem samenwerkte aan de Basilica della Misericordia di Sant'Elpidio a Mare.

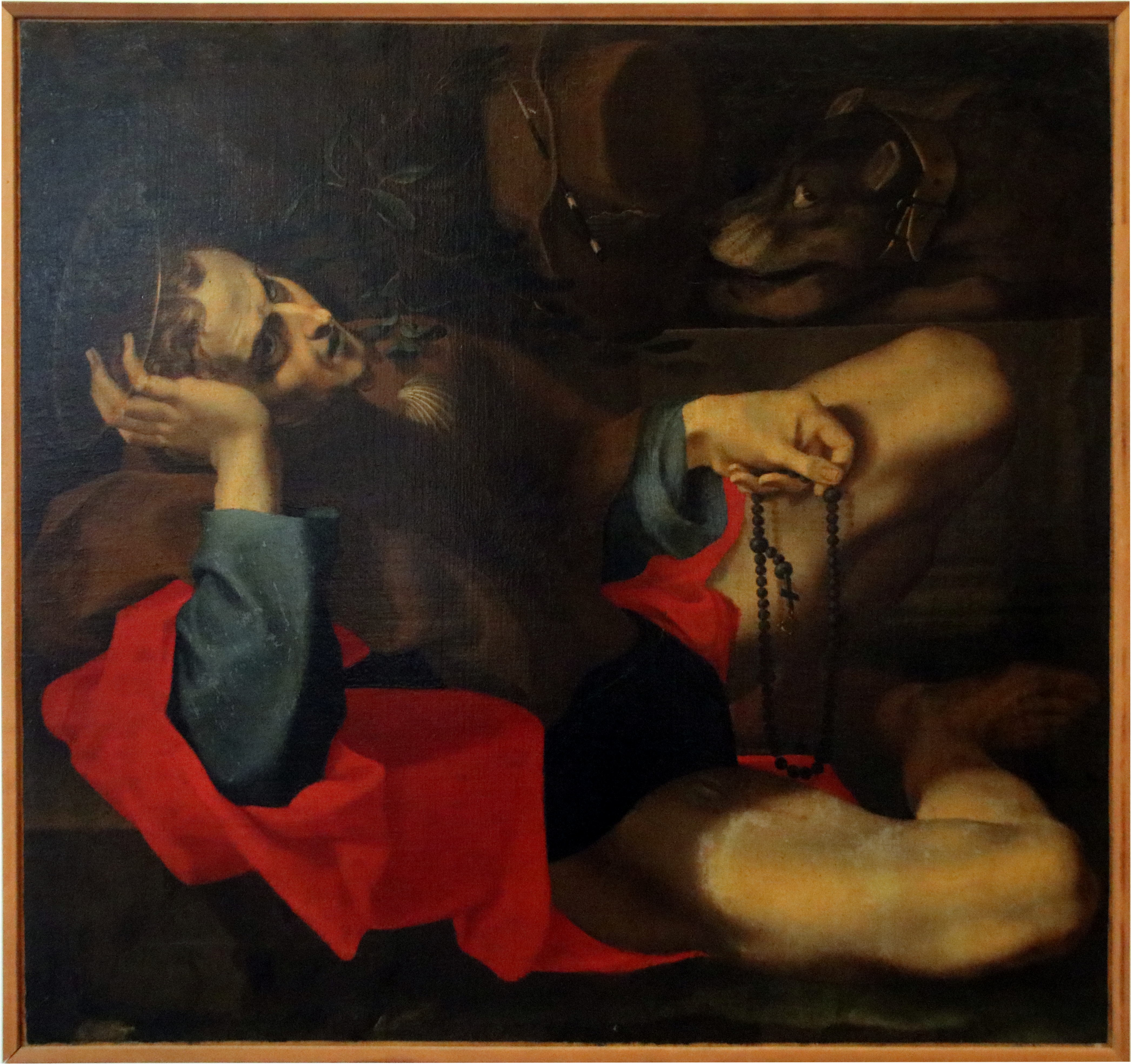
De heilige Rochus, Galleria nazionale delle Marche

Hij vertrok naar Rome bij het begin van het pontificaat van Sixtus V (1585-1590) waar hij betrokken was bij de decoratiewerken aan de kapel van Sixtus V in de basiliek van Santa Maria Maggiore tussen 1586 en 1587. Hij bleef in Rome werken voor de paus, onder meer in het Lateraans Paleis waar hij in de Sala degli Obelischi op het gewelf, de allegorische figuren van 'kracht, fortuin en geloof' schilderde. Ook wordt het fresco Tu es Petrus in de Sala dei Patti aan hem toegeschreven, zij het in samenwerking met Antonio Viviani. Hij werkte ook mee aan de decoratie van de Scala Sancta in het Lateraans paleis waar hij de Gevangenneming van Christus en de Betaling van Judas zou geschilderd hebben naast Mozes slaat water uit de rots met zijn stok en Mozes verandert de staf van Aäron in een slang.  Naast schilderwerken en fresco’s vervaardigde Andrea Lilio ook een aantal tekeningen. Andrea Lilio werd lid van de Accademia di San Luca van Rome in 1596.
Ook over de precieze overlijdensdatum van Andrea lopen de meningen uiteen. Volgens het British Museum is het 1631, volgens het Prado is het 1635, het Getty Museum heeft het over 'na 1627' en The Art Institute of Chicago spreekt van 1610. Hij signeerde een Kruisiging met de heiligen Carolus Borromeus en Ubald Baldassini voor de kerk van Johannes de Doper in Ancona in 1631 en hij werd nog vermeld in een document uit 1635 van de Accademia di San Luca.

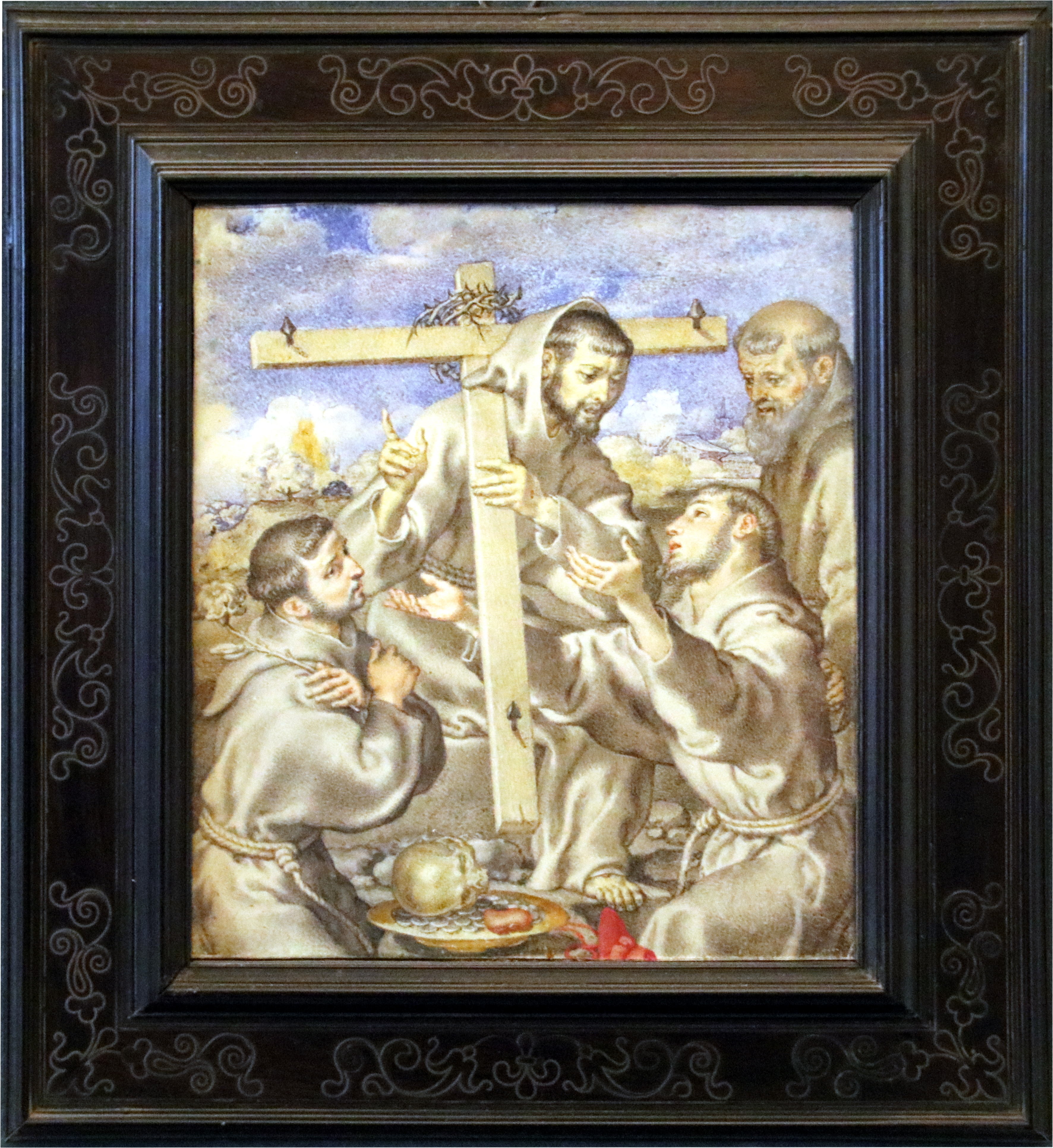
Franciscus van Assisi, Antonius van Padua en Bonaventura

## Werken
Hierbij nog enkele werken van deze kunstenaar;
- Vier apostelen in de koepel van de Chiesa del Gesù in Rome, ca. 1583, vernield in 1672
- Bewening van de gekruisigde Christus, Museo Civico delle Cappuccine, 1596
- Kruisiging met de HH. Johannes de Doper, Nicolaas van Tolentijn en twee kleine figuren in gebed, Pinacoteca Civica, Ancona, ca. 1597
- Sint Nicolaas, Pinacoteca civica Francesco Podesti, ca. 1590-1600
- Schilderijen van de heilige Franciscus en van de heilige Cecilia voor kardinaal Paolo Emilio Sfondrati, betaald op 19 september 1601
- De inscheping van de familie van Martha en Magdalena, Basilica di Santa Maria della Misericordia (Sant'Elpidio a Mare), 1602
- de heilige Dominicus, Fondazione Cavallini Sgarbi, 1600-1605
- Altaarstuk met het pinksterverhaal voor de kerk van de heilige Primiano, 1609
- Aartsengel Michaël verdrijft de gevallen engelen voor de Chiesa Nuova in Rome
- De marteldood van de heilige Laurentius voor de Santa Caterina in Ancona
- De geboorte van Maria met Joachim en Anna, Pinacoteca Diocesana di Senigallia (Ancona, Marche)
- Sint Franciscus en Jacobus van de Marche, Galleria Nazionale delle Marche
- Fraciscus van Assisi, Antonius van Padua en Bonaventura, Convento Cappuccini Santuario di San Serafino da Montegranaro, Ascoli Piceno

## Web links
- Tekeningen van Andrea Lilio op de website van het Art Institute of Chicago.
- Andrea Lilio, lijst van werken bewaard in Rome
- Andrea Lilio, op de website van Artcyclopedia

- Biblioteca Nacional de España: XX1669594
- Bibliothèque nationale de France: cb12092592n (data)
- CiNii: DA05707290
- Gemeinsame Normdatei: 128830026
- International Standard Name Identifier: 0000 0000 8114 716X
- Library of Congress Control Number: n85241583
- Nationale en Universitaire bibliotheek Zagreb: 000368623
- Nederlandse Thesaurus van Auteursnamen: 265190851
- Réseau des bibliothèques de Suisse occidentale: 02-A012735609
- RKD-Nederlands Instituut voor Kunstgeschiedenis: 50056
- Istituto Centrale per il Catalogo Unico: CFIV128643
- Système universitaire de documentation: 029261236
- Union List of Artist Names: 500029349
- Virtual International Authority File: 35518819
- WorldCat: E39PBJjMytfHQGVy7r8yHkrjG3